# ウロシュ・ラチッチ
- ウロシュ・ラシッチ

ウロシュ・ラチッチ（Uroš Račić，1998年3月17日 - ）は、ユーゴスラビア（現：セルビア）・ラシュカ郡クラリェヴォ出身のサッカー選手。USサッスオーロ・カルチョ所属。ポジションはミッドフィールダー。
メディアによっては『ウロシュ・ラシッチ』と表記されることもある。

## 経歴

### クラブ
2015年にOFKベオグラードに入団するも、プロデビューまでには至らず、2016年3月13日にライバルチームのレッドスター・ベオグラードと3年契約を締結。同年5月8日のオリンピアコスFCとの親善試合でプロデビュー。14日のFKラドニク・スルドゥリツァ戦で、後半35分にアレクサンダル・カタイとの交代で国内リーグ戦初出場を果たす。
その後徐々に出場機会を増やし、2017-18シーズンは21試合で起用された。
2018年6月8日、スペイン・プリメーラ・ディビシオンのバレンシアCFと4年契約を締結したことが発表された。
2019年1月14日、CDテネリフェにレンタル移籍した。
2019年8月8日、FCファマリカンに1シーズンのレンタル移籍が発表された。

### 代表
2016年からユース世代のセルビア代表に招集され、2017年に開催されたU-19欧州選手権にも出場した。

## 代表歴

### 出場大会
- セルビア代表
  - 2022 FIFAワールドカップ

### 試合数
- 国際Aマッチ 12試合 0得点（2021年-）[5]

| セルビア代表 | 国際Aマッチ | 国際Aマッチ |
| 年           | 出場        | 得点        |
| ------------ | ----------- | ----------- |
| 2021         | 3           | 0           |
| 2022         | 6           | 0           |
| 2023         | 3           | 0           |
| 通算         | 12          | 0           |